# Incilius cycladen
Incilius cycladen es una especie de anfibio anuro de la familia Bufonidae.

## Distribución geográfica
Esta especie es endémica de México. Habita en los estados de Guerrero y Oaxaca entre los 750 y 1000 m de altitud en el lado del Pacífico de la Sierra Madre del Sur.

## Descripción
Los machos miden hasta 54 mm y las hembras hasta 62 mm.

## Publicación original
- Lynch & Smith, 1966 : New or Unusual Amphibians and Reptiles from Oaxaca, Mexico, II. Transactions of the Kansas Academy of Science, vol. 69, n.º 1, p. 58-75.[5]